# Життя за гранню
«Життя за гранню» (англ. After.Life) — драматичний фільм 2009 року.
Стрічка розповідає про те, як після автомобільної аварії Анна отямлюється в незрозумілому місці поруч з моторошним чоловіком. Місце виявляється похоронною компанією, а чоловік — Еліотом Діконом, її власником, який саме готував тіло Анни до похорону. Еліот намагається довести їй, що насправді вона померла. Єдиним сподіванням на порятунок залишаються сумніви її нареченого Пола, який починає підозрювати, що Еліот щось приховує.

## Сюжет
Вчителька середньої школи Анна Тейлор має проблеми зі своїм хлопцем Полом. Їхні стосунки розладнуються, до того ж помер її вчитель музики Джеймс. Учень Анни, Джек, несподівано хоче поїхати з нею, бо ніколи не був на похоронах. Ввечері Анна свариться з Полом у ресторані, бо підозрює, що він хоче її покинути, хоча він насправді хотів зробити їй пропозицію одружитися та переїхати в інше місто. Дорогою додому Анна потрапляє в автомобільну аварію. Вона прокидається нерухомою на столі для бальзамування в похоронному бюро та бачить директора похоронної служби Еліота, який зрізає з неї одяг і каже їй, що вона померла. Як пояснює Еліот, він має дар спілкуватися з мертвими й допомагає їм перейти у потойбіччя. Анна не вірить йому, проте не може рухатися і лишається в морзі.
Пол, дізнавшись про смерть Анни, просить Еліота показати тіло, але той не дозволяє, оскільки Пол не член сім'ї. Еліот готує труп Анни до поховання. Вона підводиться, але не може покинути морг; її криків ніхто не чує. Еліот каже їй, що Анна повинна змиритися зі своєю смертю, бо її життя й так не мало сенсу. Їй ввижаються духи, які дають суперечливі поради. Пізніше Анні вдається втекти завдяки тому, що Еліот забув у морзі ключ. Вона телефонує Полу, та він сприймає це як чийсь злий жарт. Джек випадково бачить Анну й повідомляє про це Полу. Еліот повертає Анну, вона починає вірити, що справді померла.
Джек відвідує похоронне бюро. Еліот розповідає хлопчику про свою місію — допомагати людям, які вели безцільне життя і тому все одно що мертві. Морг відвідує поліцейський, що помічає рухливість тіла Анни, однак не наважується сказати про це.
Під час останніх приготувань до похорону Анни вона просить востаннє поглянути на себе. Еліот тримає перед нею дзеркальце й Анна помічає, як там конденсується вода від її дихання, а отже Анна жива. Еліот поспіхом робить Анні ін'єкцію та вводить у непритомний стан. Під час похорону Пол одягає їй на палець обручку, яку збирався подарувати їй у ніч аварії.
Після похорону Пол напивається і свариться з Еліотом, який кепкує з його підозр, що Анна жива. Тим часом Анна отямлюється в труні, кричить і відчайдушно дряпає підкладку кришки. Еліот додає фотографію Анни до своєї колекції фото тих, кого він готував до похорону.
Пол поспішає на кладовище, розкопує могилу Анни та витягує її з труни. Обоє обіймаються, і вона каже Полу, що завжди любила його. Пол запитує про дивний звук, який лунає в темряві. Анна пояснює, що слова Еліота правдиві; вона справді мертва, а Пол загинув дорогою на кладовище. Еліот готує Полове тіло до поховання. Той не вірить його розповіді, поки не бачить, як Еліот вставляє бальзамуючий троакар глибоко в його тулуб.

## У ролях
- Крістіна Річчі — Анна Тейлор
- Ліам Нісон — Еліот Дікон
- Джастін Лонг — Пол Коулман
- Джош Чарльз — Том Петерсон
- Селія Вестон — Беатріс Тейлор
- Чендлер Кентербері — Джек
- Розмарі Мерфі — місіс Вайтголл
- Шулер Генслі — Вінсент Міллер
- Мелагі Маккорт — отець Грем
- Еліс Драммонд — місіс Гаттон

## Сприйняття
Згідно з агрегатором рецензій Rotten Tomatoes, позитивно фільм оцінили 24 % критиків. Консенсус критиків щодо фільму: «Він має цікаву передумову та чудові амбіції, але „Життю за гранню“ не вдається забезпечити достатньо поворотів чи гострих відчуттів, щоб підтримувати його моторошну атмосферу».
Common Sense Media повідомляє, що попри привабливий акторський склад, цікаву атмосферу та дуже амбіційну тему, «Життя за гранню» насправді не працює ні як страшний фільм, ні як пожива для роздумів. Він сумний і депресивний, з заплутаним посланням щодо сенсу життя та фіналом, який не приводить до яких-небудь чітких висновків.
Рецензія Screen Rant стверджує, що протягом фільму зберігається напруга, але зрештою все зводиться до питання, ким є Еліот: хорошою людиною чи мерзотником, який обманює Анну. Схоже, мета фільму полягає в тому, щоб змушувати глядачів вагатися, чи справді Анна мертва, але в підсумку це просто набридає.